# 埃里克二世 (挪威)
埃里克·馬格努松 (古諾斯語：Eiríkr Magnússon，挪威語：Eirik Magnusson，1268年—1299年7月15日)，挪威國王（1273/1280年－1299年）為挪威國王，是為埃里克二世。

## 生平
埃里克是挪威国王马格努斯六世與妻子丹麥國王埃里克四世的女兒丹麥的英格堡活下來的儿子中最年长的。1273年，五岁的埃里克被父亲授予国王称号，相当于被立为王储。1280年，马格努斯六世本來打算在夏天让埃里克和自己共治挪威，但於該年春天的时候就过世了。十二岁的埃里克继承挪威王位。权力主要掌握在他的母亲英格堡与著名貴族的朝臣所組成的皇家委員會手中。他的兄弟哈康於1273年獲得了“挪威公爵”的稱號，並於1280年統治東挪威奧斯陸的大片地區和西南部的斯塔萬格，從屬於國王埃里克二世。國王的主要居住地位於挪威西部的卑爾根。
1281年，埃里克二世迎娶苏格兰国王亞歷山大三世的女儿蘇格蘭的瑪格麗特，这一婚姻有利于化解挪威-苏格兰两国间的敌意。两年后王后生下了挪威女孩瑪格麗特，不久去世。挪威女孩玛格丽特后来于1286年继承苏格兰王位，並於1290年去世。挪威女孩瑪格麗特的去世是苏格兰独立战争的导火索。埃里克二世曾短暫地聲稱蘇格蘭的王位是他的女兒留給他的遺產，但是功敗垂成。1293年，埃里克又娶了苏格兰国王罗伯特一世的姐姐伊莎貝爾·布魯斯。伊莎贝尔·布鲁斯並没有生下男继承人，但她的女儿英格博格·埃里克多提爾活到了成年，並於1312年嫁给瑞典的芬蘭公爵瓦爾德馬爾·馬格努松（瑞典國王馬格努斯·拉杜洛斯第三子）。
埃里克和教會的关系不好，因此得到了绰号“神父的仇敌”。他一般被认为是一个弱势的、没有主见的国王，初期权力在母亲手中，后来又常常被朝臣左右。由于埃里克无子，他去世后兄弟哈康·马格努松继承了王位，即挪威国王哈康五世。埃里克被埋葬卑爾根舊教堂，1531年教堂拆除，现在为卑尔根要塞。